# Bariery pozataryfowe
Bariery pozataryfowe – narzędzia polityki handlowej stosowane przez państwo. Wyróżnia się dwie grupy środków:
- bariery parataryfowe
  - opłaty wyrównawcze;
  - podatki nakładane na niektóre dobra;
  - opłaty pobierane w związku z realizacją transakcji importowej;

- ograniczenia administracyjne działające za pośrednictwem mechanizmu cenowego
  - ograniczenia ilościowe;
  - dobrowolne ograniczenia eksportu;
  - normy techniczne i sanitarne;
  - zakupy rządowe;
  - wymóg składnika krajowego;
  - reguły pochodzenia;
  - subsydia eksportowe.

## Najczęściej stosowane bariery administracyjne
- Ograniczenia ilościowe – to bezpośrednie wyznaczenie przez państwo ilości lub wartości określonych dóbr, które mogą być importowane w określonym czasie[2].
- VER (ang.: Voluntary Export Restraints) porozumienie między krajem importującym a eksportującym, w którym ostatni zobowiązuje się ograniczyć eksport danego dobra do określonej wielkości.
- Normy techniczne lub sanitarne – przepisy dotyczące parametrów, jakim powinny odpowiadać towary sprzedawane na danym rynku.
- Zakupy rządowe – zakupy finansowane z budżetu agend i instytucji rządowych[3].
- Wymóg składnika krajowego (ang. Local content requirements, LCR) – zobowiązanie producentów określonych wyrobów finalnych działających na danym rynku do pokrywania określonej części popytu na podzespoły dostawami rynku krajowego.
- Reguły pochodzenia – reguły określające, jaka część wartości produktu sprzedawanego na warunkach preferencyjnych musi być dodana na obszarze danego ugrupowania.
- subsydia eksportowe – wsparcie udzielane przez rząd krajowym podmiotom gospodarczym otrzymywane wraz z wywozem danego towaru.
- Dumping – nielegalna praktyka polegająca na sprzedaży na rynkach zagranicznych towaru po cenach niższych niż w kraju wytworzenia lub po cenach niższych niż koszty produkcji[4].